# Kinder des Nebels
Kinder des Nebels ist der erste von zwölf geplanten Romanen im High-Fantasy-Zyklus Nebelgeboren des US-amerikanischen Autors Brandon Sanderson, von denen bisher (06/2023) sieben erschienen sind. Geplant ist eine Aufteilung in vier Trilogien, die jeweils in einem anderen Setting spielen. Er spielt in Sandersons fiktivem Kosmeer-Universum. Er wurde erstmals 2006 als The Final Empire von Tor veröffentlicht. Auf Deutsch ist der Roman in der Übersetzung durch Michael Siefener 2009 bei Heyne erschienen.

## Entwicklung
Sanderson begann die Arbeit an dem Roman, während er versuchte, seinen früheren Roman Elantris zu veröffentlichen. Nachdem er zwei frühe Iterationen geschrieben hatte, verlagerte er seinen Fokus auf seine Sturmlicht-Chroniken-Serie, entschied sich jedoch, die Veröffentlichung zugunsten der Fertigstellung der Nebelgeboren-Serie zu verschieben, weil er davon ausging, dass sie als besserer Nachfolger von Elantris diene.

## Aufbau
Kinder des Nebels spielt in der dystopischen Welt von Scadrial, wo ständig Asche vom Himmel fällt, alle Pflanzen braun sind und Nebel die Landschaft jede Nacht verhüllen. Eintausend Jahre vor Beginn des Romans stieg der größte Held aller Zeiten angeblich zur Göttlichkeit auf, um einen Schrecken, den Dunkelgrund abzuwehren, der die Welt bedrohte. Dies gelang, dennoch wurde die Welt vom Helden in ihre heutige Form gebracht. Er nahm den Titel „Oberster Herrscher“ an und herrscht seitdem als vermeintlich unsterblicher Tyrann und Gott über das Letzte Reich. Unter seiner Herrschaft wurde die Gesellschaft geteilt. Die Oberschicht, der Adel, wahrscheinlich Nachkommen der Freunde und Verbündeten des Helden, herrscht. Zur Unterschicht gehören unter anderem die Skaa, eine brutal unterdrückte Bauernschaft, die von denen abstammt, die sich dem Helden widersetzten.
Magie ist von zentraler Bedeutung für die Welt von Kinder des Nebels. Die bekannteste Disziplin der Magie heißt Allomantie, die es Benutzern ermöglicht, übernatürliche Fähigkeiten zu erlangen, indem sie bestimmte Metalle schlucken und „verbrennen“. Allomantisches Potenzial ist ein genetisches Merkmal, das auf den Adel konzentriert ist, obwohl es auch Skaa-Allomanten gibt, die auf Kreuzungen zwischen Adel und Skaa zurückzuführen sind. Normale Allomanten haben Zugang zu einer allomantischen Kraft, aber eine sehr seltene Untergruppe von Allomanten, genannt Nebelgeborene, hat Zugang zu jeder allomantischen Kraft.

## Handlung
Drei Jahre vor Beginn des Romans entdeckt ein Halb-Skaa-Dieb namens Kelsier, dass er ein Nebelgeborener ist und entkommt den Gruben von Hathsin, einem brutalen Gefangenenlager des obersten Herrschers. Er kehrte nach Luthadel, der Hauptstadt des Letzten Reichs, zurück, wo er Teile seiner alten Diebesmannschaft für einen neuen Job zusammentrommelt: Das Letzte Reich stürzen, indem sie die finanzielle Basis zerstören. Dies beinhaltet das Ausrauben der Schatzkammer und einen Angriff auf die einzige Atium-Mine sowie das Aufstellen einer Armee und das Anzetteln eines Kriegs der Adelshäuser.
Zu Beginn des Romans wird Vin, eine misstrauische und missbrauchte Straßengöre, von Kelsiers Mannschaft rekrutiert, nachdem Kelsier von seinem Bruder Marsh benachrichtigt wurde, dass sie eine Nebelgeborene ist. Vin wird von Kelsiers Mannschaft trainiert, um ihre allomantischen Kräfte zu entwickeln, darunter das Verbrennen von Weißblech zur Stärkung des Körpers, das Verbrennen von Zinn zur Verbesserung der Sinne und das Verbrennen von Stahl und Eisen, um eine begrenzte Form der Telekinese über das Metall zu erreichen. Sie hat auch die Aufgabe, den Adel auszuspionieren, indem sie an opulenten Bällen in Luthadel teilnimmt, wo sie sich als Valette Renoux ausgibt, Nichte des Adligen Lord Renoux, der mit Kelsiers Mannschaft arbeitet. Während dieser Bälle trifft und verliebt sie sich in Elant Wager, den Erben des Hauses Wager, des mächtigsten Adelshauses in Luthadel. Elant verstößt gegen die Regeln der Adelskultur und plant heimlich, mit seinen edlen Freunden eine bessere Gesellschaft aufzubauen, sobald sie ihr Erbe antreten.
Kelsier hofft, die Stadt zu erobern, indem er sie mit einem Krieg zwischen den Adelshäusern destabilisiert und dann mit einer Skaa-Armee einfällt. Sobald er die Kontrolle hat, hofft er, das Letzte Reich zu stürzen, indem er den Schatz des obersten Herrschers an Atium stiehlt, einem Edelmetall, das der Eckpfeiler der Wirtschaft des Letzten Reichs ist. Der Mannschaft gelingt es, den Krieg anzuzetteln, indem sie mehrere mächtige Adlige ermordet und etwa 7.000 Soldaten für ihre Sache rekrutiert. Ungefähr drei Viertel der Soldaten werden jedoch abgeschlachtet, als sie töricht eine unwichtige Garnison des Letzten Reichs angreifen, in der Hoffnung auf göttlichen Schutz durch Kelsier, der Gerüchte über seine „übernatürlichen“ Kräfte verbreitet hatte. Die verbleibenden Soldaten werden von Kelsier nach Luthadel geschmuggelt, der den Plan fortsetzen will. Leider wird Marsh, der als Spion unterwegs war, entdeckt und anscheinend getötet. Lord Renoux’ Anwesen wird beschlagnahmt und dieser zur Hinrichtung geführt. Verantwortlich zeichnen die Obligatoren, der Polizeiarm des letzten Reichs. Diesen unterstehen die Stahlinquisitoren, etwa ein dutzend scheinbar unsterblicher Allomanten, denen Stahlspitzen durch die Augen getrieben wurden. Obwohl es Kelsiers Mannschaft gelingt, den größten Teil von Renouxs Angestellten zu befreien und einen Stahlinquisitor zu töten, wird Kelsier vom obersten Herrscher persönlich in einer dramatischen Konfrontation nahe dem Stadtplatz von Luthadel getötet. Obwohl diese Ereignisse Kelsiers Plan in Trümmern zu hinterlassen scheinen, stellt sich heraus, dass sein wirklicher Plan darin bestand, durch seinen Tod ein Symbol der Hoffnung für Luthadels abergläubische Skaa-Bevölkerung zu werden. Die Skaa-Bevölkerung reagiert auf seinen Tod, indem sie sich mit Hilfe von Kelsiers Armee erhebt und die Stadt stürzt.
Vor seinem Tod hatte Kelsier versucht, das Potenzial des „Elften Metalls“, das er erworben hatte, zu erschließen. Dieses Metall war angeblich die Schwäche des obersten Herrschers. Vor seinem Tod war er dazu nicht in der Lage und überließ es Vin, die Arbeit zu Ende zu führen. Mit dem Elften Metall geht Vin zum kaiserlichen Palast, um den obersten Herrscher zu töten. Sie wird von Inquisitoren gefangen genommen und zur Folter in einer Zelle zurückgelassen, aber Sazed, ihr treuer Diener, kommt ihr zu Hilfe. Mit einer magischen Disziplin namens Ferrochemie hilft er Vin zu entkommen und ihre Metalle wiederzuerlangen. Es stellt sich heraus, dass Marsh am Leben ist, da er tatsächlich zu einem Stahlinquisitor gemacht wurde. Er verrät seine Mitinquisitoren und tötet sie. Vin kämpft gegen den obersten Herrscher, der sowohl Allomant als auch Ferrochemiker ist, und die Kombination verlieh ihm seine Kräfte. Vin wird vom obersten Herrscher fast getötet, doch Informationen durch das Verbrennen des Elften Metalls verhelfen ihr zum Ansatz, den obersten Herrscher von seinen ferrochemischen Armbändern zu trennen. Als Folge altert er nun schnell. Vin benutzt einen Speer, um den obersten Herrscher zu töten, der sie mit seinen letzten Worten unheilvoll vor einem großen Untergang warnt. Das letzte Reich bricht zusammen, obwohl Elant in der Lage ist, den totalen Zusammenbruch der Gesellschaft zu vermeiden, indem er Luthadel unter einem neuen demokratischen Regierungssystem vereint.

## Charaktere
- Vin: Eine jugendliche Straßengöre, die entdeckt, dass sie eine Nebelgeborene ist, als sie sich Kelsiers Mannschaft anschließt. Sie vertraut niemandem, da sie ein hartes Leben auf der Straße geführt hat. Sie wird von der Erinnerung an ihren Bruder Reen heimgesucht, der sie häufig schlug und ihr brutale Lektionen über das Überleben beibrachte.
- Kelsier: Ein berühmter Dieb, der mit dem Bestehlen des Adels ein Vermögen gemacht hat. Er und seine Frau Mare wurden gefasst und in die Gruben von Hathsin gebracht, ein berüchtigtes Gefangenenlager, aus dem noch nie jemand zurückgekehrt ist. Dort erlebte Kelsier den Tod seiner Frau, was seine Nebelgeborenen-Kräfte erweckte und ihm die Flucht ermöglichte. Er folgt dem Traum seiner Frau, das letzte Reich zu stürzen, und leitet die neue Phase der Rebellion.
- Oberster Herrscher: Der unsterbliche Herrscher und selbsternannte Gott des Letzten Reichs, der vor tausend Jahren die Menschheit gerettet und die Welt in ihre heutige Form gebracht haben soll.
- Elant Wager: Erbe des Hauses Wager, des mächtigsten Adelshauses in Luthadel (der größten Stadt des letzten Reiches). Er ist einer der wenigen Adligen, der sich im letzten Reich eine Gesellschaftsreform wünscht. Er bricht oft mit traditionellen Standards und wächst Vin schnell näher, während sie als Valette Renoux in den Adel eindringt.
- Lord Renoux: Gespielte Rolle eines niederen Adligen, der sich als Verwandter Vins ausgibt und sie so in die hohe Gesellschaft schleust.
- Sazed: Ein Bewahrer, der die uralte Kunst von Ferrochemie anwenden kann, die es ihm ermöglicht, Attribute wie körperliche Stärke, Zeit und sogar Wissen in Metall zu speichern. Er hofft, eines Tages Wissen über die Vergangenheit (insbesondere in Bezug auf verschiedene Religionen, die einst existierten) mit allen Menschen teilen zu können. Arbeitet als Haushofmeister bei Rennoux und begleitet Vin.
- Weher: Ein Allomant in Kelsiers Mannschaft und jemand, der die Emotionen der Leute beruhigen und manipulieren kann, indem er Messing verbrennt. Er genießt es, seine Fähigkeiten einzusetzen, um Menschen dazu zu bringen, ihm Wein zu holen. Seine Hauptaufgabe besteht darin, Skaa für Kelsiers Armee zu rekrutieren.
- Hammond: Allomant in Kelsiers Mannschaft, auch bekannt als Ham. Er ist ein Schläger, der Weißblech verbrennt, um seine körperliche Kraft zu steigern. Im Gegensatz zu anderen mit seinen Fähigkeiten führt er gerne philosophische Debatten, insbesondere mit Breeze. Seine Hauptaufgabe besteht darin, in den versteckten Höhlen „eine Armee“ für Kelsiers Plan auszubilden.
- Dockson: Einer von Kelsiers Besatzungsmitgliedern und dessen ältester Freund. Im Gegensatz zu den anderen hat er keine allomantischen Kräfte. Er ist für die Organisation insgesamt zuständig.
- Keuler: Ein Mitglied von Kelsiers Mannschaft, offiziell ein Zimmermann und inoffiziell ein Raucher (ein Nebeling, der Kupfer verbrennt, um die Verwendung von Allomantie vor anderen Allomanten zu verbergen). Er besitzt einen Laden, der Kelsier und seiner Mannschaft als geheime Operationsbasis dient. Er wird auch Meister Cladent genannt.
- Lestiborner oder Spuki: Ein Mitglied der Mannschaft von Kelsier und Neffe Clubs. Der Name „Spuki“ wird ihm von Kelsier gegeben, nachdem er Lestiborner zu schwer auszusprechen findet. Er ist ein Nebeling, der Zinn verbrennt, um seine Sinne zu verbessern und das jüngste Mitglied der Mannschaft. Er spricht oft in einem Straßenslang, den die anderen nur schwer verstehen.
- Marsh: Kelsiers entfremdeter Bruder, ein ehemaliges Mitglied der Skaa-Rebellion, der die Hoffnung verloren hat, das Letzte Reich zu stürzen. Er ist ein Sucher, ein Allomant, der andere Allomanten entdecken kann. Kelsier ermutigt Marsh, sich der Rebellion anzuschließen und ihnen zu helfen, indem er das Amt der Inquisition infiltriert.
- Yeden: ein Vertreter der Skaa-Rebellion, der Kelsier um Hilfe beim Aufbau einer Armee bittet.

## Kritiken
Nach der Veröffentlichung wurde Kinder des Nebels für den „Romantic Times“ Reviewers' Choice Best Book Award für einen epischen Fantasy-Roman nominiert.
In einer Rezension in The Washington Post heißt es: „Sandersons Charaktere sind nicht besonders gut entwickelt und die Allomantie fühlt sich manchmal ein wenig wie ein Videospieltrick an (drücke XYXX, um Stahl zu verbrennen!). Aber er hat hier eine faszinierende Welt geschaffen, die eine Fortsetzung verdient.“
Das Forbes-Magazin lobte alle Bücher der Nebelgeboren-Reihe zusammen: „Die Erzählung ist mit so blutiger Präzision geschrieben, dass es fast unmöglich ist, die Bücher aus der Hand zu legen.“

## Adaptation
Im Januar 2010 übertrug Brandon Sanderson die Rechte an den „Nebelgeboren“-Büchern an Paloppa Pictures, LLC. Im ersten Quartal 2014 lief die Option von Paloppa Pictures aus. Im Oktober 2016 wurden die Rechte am gesamten Cosmere-Universum, einschließlich der Nebelgeboren-Serie, von DMG Entertainment lizenziert. Am 27. Januar 2017 berichtete Deadline Hollywood, dass DMG F. Scott Frazier als Drehbuchautor für eine Adaption von Kinder des Nebels verpflichtet hat.

## Ausgaben
- The Final Empire. Tor, 2006, ISBN 0-7653-1178-X.
  - Kinder des Nebels. Heyne, 2009, ISBN 978-3-453-52336-4.
  - Kinder des Nebels. Piper, 2018, ISBN 978-3-492-70479-3.

### Hörbuch-Fassungen
- Kinder des Nebels. Random House Audio, 2012, gelesen von Detlef Bierstedt[9]
- Kinder des Nebels. Hörbuch Hamburg, 2024, gelesen von Detlef Bierstedt